# 三王村三嵕庙
三王村三嵕庙，位于山西省晋城市高平市米山镇三王村，供奉后羿。 
1986年8月18日，三嵕庙公布为第二批山西省文物保护单位，编号2-101。
2013年3月5日，三王村三嵕庙公布为第七批全国重点文物保护单位。